# فوريزوم
الفوريزومات (باللاتينية: Forisome) هي بروتينات تحدث في الأنابيب الغربالية لنباتات الفصيلة البقولية. يبلغ طول جزيء من الفوريزوم ما بين 10-30 ميكرون وعرضه من واحد إلى ثلاثة ميكرون. تتوسع الفوريزومات وتتقلص بشكل متباين الخواص استجابة لتغيرات في المجال الكهربائي أو الرقم الهيدروجيني أو تركيز أيونات الكالسيوم (+Ca2) . وبعكس معظم البروتينات المتحركة الأخرى لا يعتمد التغير في الشكل على ATP.
تعمل الفوريزومات كصمامات في خلايا الأنابيب الغربالية لنظام اللحاء عن طريق تغيير الشكل بشكل قابل للعكس بين مغازل بلورية مرتبة ذات حجم منخفض وتوافقات كروية غير منتظمة كبيرة الحجم. يتضمن التغير من التشكل المرتب إلى التشكل المضطرب مضاعفة حجم البروتين ثلاث مرات، وفقدان الانكسار الموجود في المرحلة البلورية، وتمددا شعاعيا بنسبة 120% وانكماشا طوليا بنسبة 30%. في جنس البيقية، تبين أن الفوريزومات مرتبطة بالشبكة الإندوبلازمية في الصفائح الغربالية. هناك أدلة على أن سلوك الفوريزومات يمكن أن يعتمد على التغيرات في أيون الكالسيوم التي تثيرها قنوات أيونية نفاذة لهذا الأيون، والتي تقع على الشبكة الإندوبلازمية وغشاء البلازما للعناصر الغربالية.
للفوريزومات تطابيق محتملة في المواد الذكية المحاكية للعمليات الحيوية (مثل الصمامات في الأجهزة الدقيقة) أو المواد المركبة الذكية.

## وصلات خارجية
- Forisome: بروتين نباتي ذكي داخل نظام اللحاء
- مواد ذكية تعتمد على المحاكاة الحيوية نسخة محفوظة 14 مارس 2016 على موقع واي باك مشين.
- بروتين فوريزوم، مفتاح لمواد المحاكاة الحيوية نسخة محفوظة 28 سبتمبر 2007 على موقع واي باك مشين.